# 福山秀敏

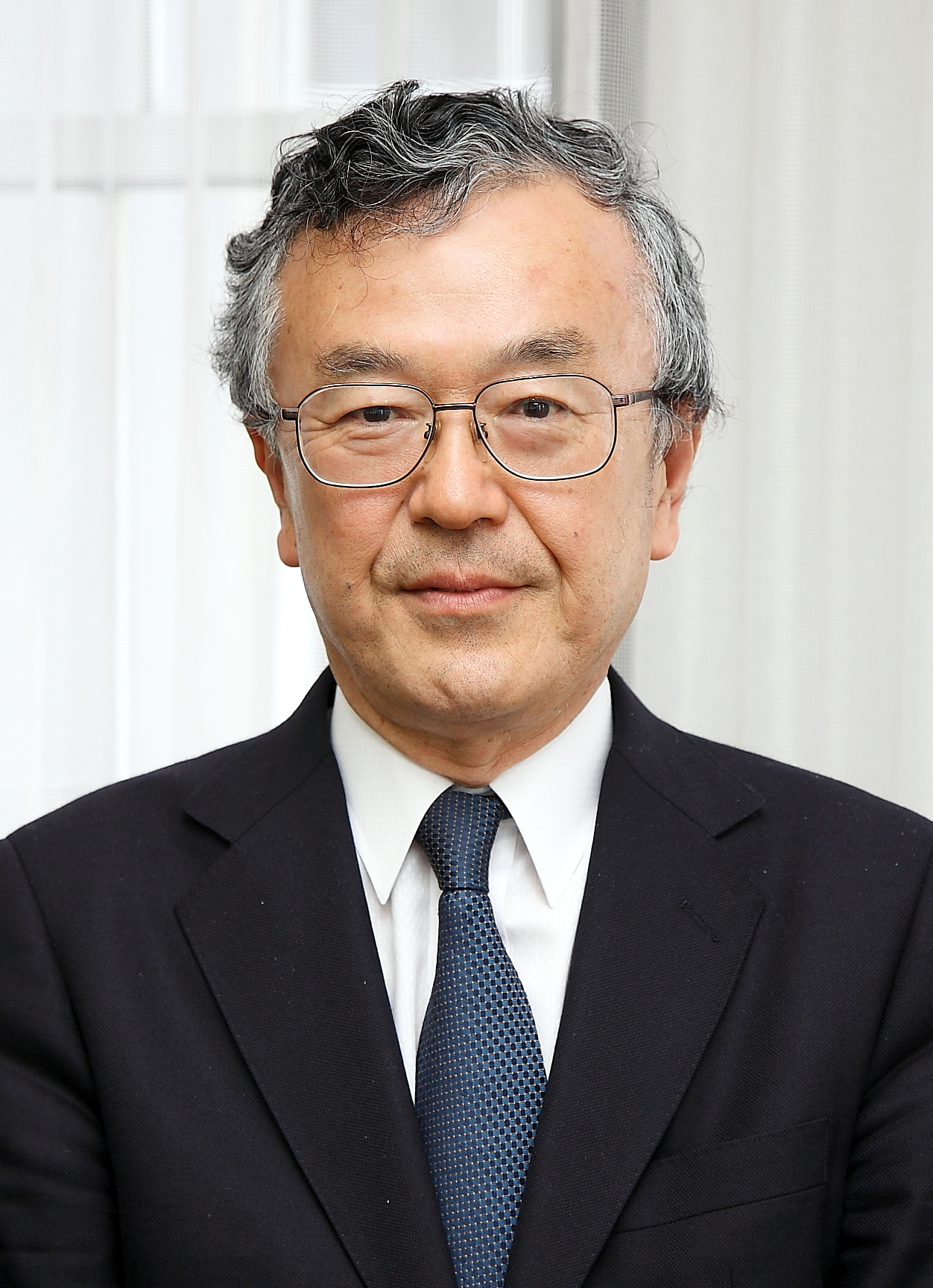
文化功労者顕彰に際して公表された肖像写真

福山 秀敏（ふくやま ひでとし、1942年（昭和17年）7月31日 - ）は、日本の物性物理学者。東京大学名誉教授。
物性物理学において量子輸送現象の理論で幾多の重要な成果を上げ、理論・実験一体となった研究の進展に指導的役割を果たし、国際的に著名な研究者である。
東京理科大学学長特別補佐。東京理科大学理学部第一部応用物理学科嘱託教授。元国際純粋・応用物理学連合 (IUPAP) 副会長。日本物理学会名誉会員。

## 主な経歴
- 東京都出身[1]
- 1965年 東京大学理学部物理学科卒業
- 1967年 東京大学大学院理学系研究科物理学専攻修士課程修了
- 1970年
  - 東京大学大学院理学系研究科物理学専攻博士課程修了、理学博士[3]
  - 東北大学理学部物理学科助手
- 1971年 ハーバード大学ポストドクトラルフェロー
- 1973年 ベル研究所研究員
- 1974年 東北大学理学部物理学科助手、助教授
- 1977年 東京大学物性研究所助教授
- 1984年 東京大学物性研究所教授
- 1992年 東京大学理学部教授
- 1993年 東京大学大学院理学系研究科教授
- 1999年 東京大学物性研究所所長
- 2003年 東北大学金属材料研究所教授
- 2006年 東京理科大学理学部第一部教授
- 2010年 東京理科大学副学長（ - 2013年）
- 東京理科大学研究推進機構総合研究院長
- 東京理科大学学長特別補佐

## 学会等など
- 日本物理学会
- アメリカ物理学会フェロー

## 主な受賞
- 1985年 アメリカ物理学会フェロー
- 1987年 第1回日本IBM科学賞
- 1998年 第3回日本物理学会論文賞
- 1998年 第2回超伝導科学技術賞
- 2003年 紫綬褒章[4]
- 2004年 第9回日本物理学会論文賞
- 2015年 瑞宝中綬章[5]
- 2016年 文化功労者[6]
- 2017年 日本物理学会名誉会員

## 著書
- 『物理数学〈1〉』朝倉書店、2003年。
- 『物理の世界 物質科学入門〈1〉物質科学への招待』岩波書店、2003年。